# ハンス・フルラー
ハンス・フルラー（Hans Furler, 1904年6月5日 - 1975年6月29日）は、西ドイツのキリスト教民主主義の政治家。
1956年から1958年にかけてと1960年から1962年にかけて、のちの欧州議会となる機関の議長を務めた。

## 生涯

### 青年期
シュヴァルツヴァルトにさしかかっているバーデン大公国のラール（現ラール/シュヴァルツヴァルト）で生まれた。ラールの学校を卒業したあと、フライブルク、ベルリン、ハイデルベルクで法学を学んだ。1925年には司法試験の第1次国家試験に合格し、1928年には Das polizeiliche Notrecht und die Entschädigungspflicht des Staates（警察の緊急措置と国家賠償義務）という論文で博士号を取得した。
1928年12月、判事補試験に合格し、プフォルツハイムで弁護士となる。1930年からは大学で特許法を講義するようになる。
1932年、カールスルーエ工科大学で教員資格を取得し、1940年に同大学から産業財産・著作権の院外教授に任命された。
1938年にナチ党の党員となる。ナチス・ドイツが瓦解した1945年からは1948年の非ナチ化の終了まで義理の両親が所有する製紙工場の顧問弁護士として働いた。1948年、フライブルクで法律事務所を開設。1950年からフライブルク大学で教鞭をとる。

### 西ドイツ政界
1952年、キリスト教民主同盟に入り、同党バーデン支部の経済審議会議長に選出される。
1953年から1972年にかけてオッフェンブルク選挙区から立候補し、連邦議会の議員となる。1957年まで産業財産・著作権委員会の副委員長を務め、その後単一市場・欧州原子力共同体特別委員会の委員長となる。1959年から1960年にかけて外交委員会の委員長を務めた。

### ヨーロッパ
1955年から1973年にかけて、のちに欧州議会となる欧州石炭鉄鋼共同体の共同議会（1955年 - 1958年）、欧州諸共同体の欧州議員総会（1958年 - 1973年）の議員を務める。1956年から1958年にかけてと1960年から1962年にかけて議長を、1962年から1973年にかけて副議長を務めた。
1958年から1966年にかけてヨーロッパ運動ドイツ会議の議長を務めた。
バーデン＝ヴュルテンベルク州西部のアーヘルンにて死去。

## 著書
- Das polizeiliche Notrecht und die Entschädigungspflicht des Staates, Diss.jur., Heidelberg 1928
- Parlamente über den Nationen. Entwicklung, Zustand und Aussichten in Europa, in: Die Politische Meinung, 1957, Heft 11, Seiten 17 bis 28.
- Reden und Aufsätze 1953–1957, o.O. (Baden-Baden), o.J. (1958?)
- Im neuen Europa. Erlebnisse und Erfahrungen im Europäischen Parlament, Frankfurt/Main 1963